# Antonio Calzada Urquíza
Antonio Calzada Urquíza (Querétaro, Querétaro, 10 de septiembre de 1930 - Ibídem, 29 de junio de 2019) fue un arquitecto y político mexicano, miembro del Partido Revolucionario Institucional. Fue Gobernador de Querétaro desde el 1 de octubre de 1973 al 30 de septiembre de 1979.

## Carrera
Nació en la Ciudad de Querétaro en 1930. Estudió en la Facultad de Arquitectura de la UNAM. De 1959 a 1965 fue presidente de la Junta de Mejoras Materiales de Chetumal, Quintana Roo. De 1965 a 1970 fue delegado del IMSS en Querétaro. De 1970 a 1973 fue presidente municipal de la Ciudad de Querétaro y de 1973 a 1979 gobernador del estado. En su sexenio inició el crecimiento industrial de Querétaro al instalarse empresas estadounidenses, japonesas y mexicanas (Grupo Chihuahua y Grupo Monterrey), al igual que varios hoteles de conocidas cadenas nacionales e internacionales; en el Archivo Histórico del Estado se creó el Salón de Gobernadores, con óleos de todos los gobernantes del Estado de Querétaro. 
De 1984 a 1985, fue embajador de México en Colombia. A su regreso a México, se dedicó a actividades privadas.
Falleció el 29 de junio de 2019 a los 88 años. Su hijo, José Calzada Rovirosa fue gobernador de Querétaro de 2009 a 2015, y secretario de Agricultura y Desarrollo Rural de 2015 a 2018.